# Phalium granulatum
Phalium granulatum är en snäckart som först beskrevs av Born 1778.  Phalium granulatum ingår i släktet Phalium och familjen hjälmsnäckor. Inga underarter finns listade i Catalogue of Life.

## Bildgalleri

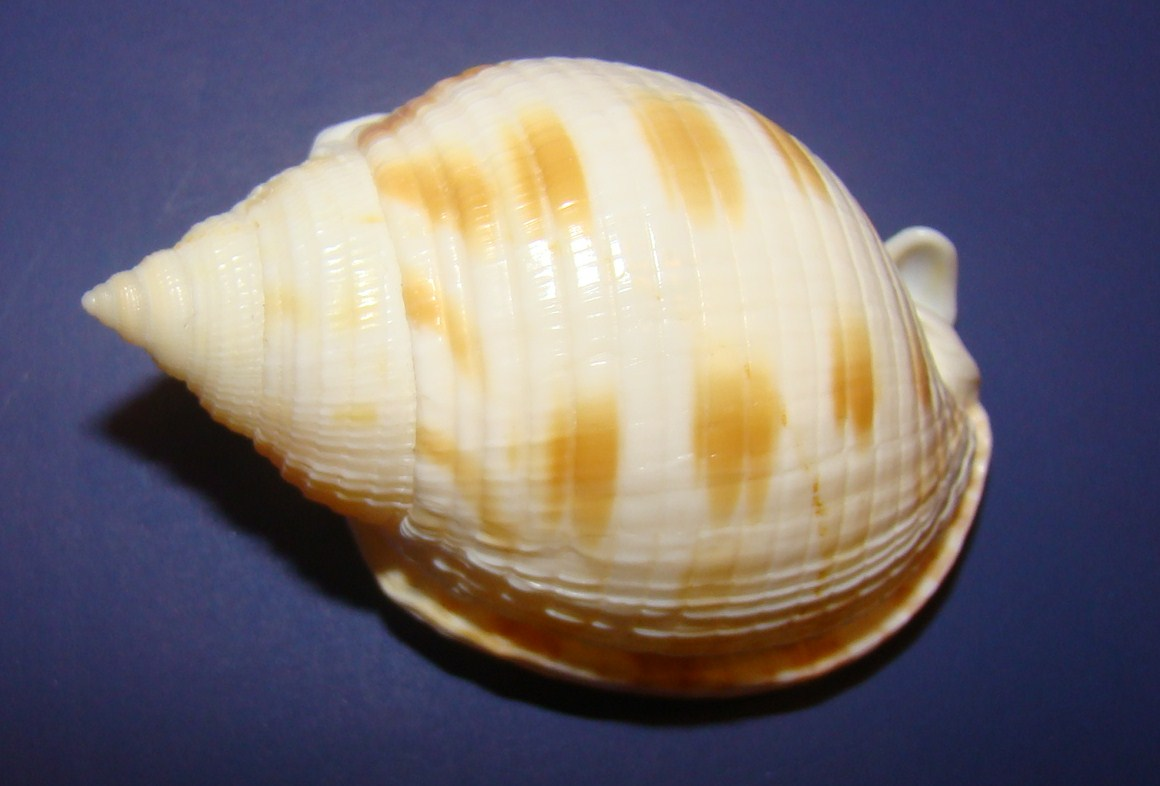
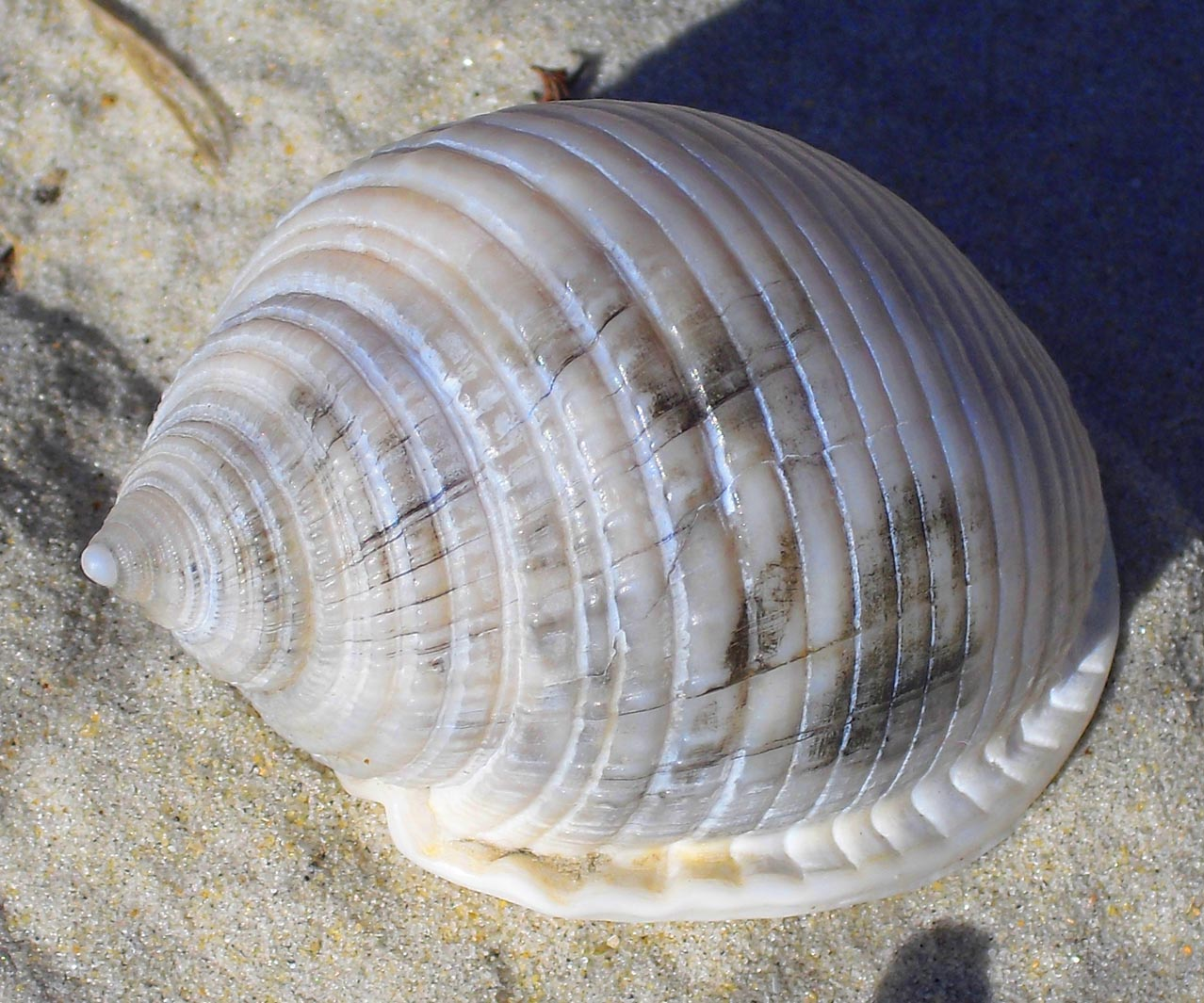
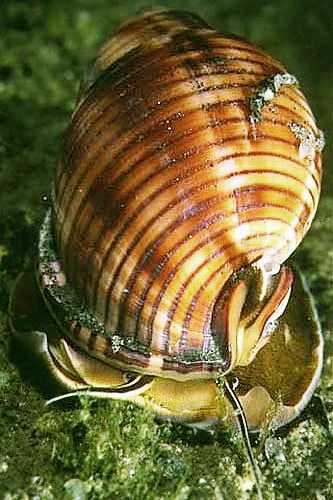